# Vịt cỏ
Vịt cỏ (hay còn gọi là vịt đàn, vịt Tàu, vịt đồng, vịt chạy đồng) là giống vịt nhà có nguồn gốc ở Việt Nam, đây là một trong những giống vịt được nuôi phổ biến rộng rãi ở vùng nông thôn Việt Nam. Chúng có nguồn gốc từ vịt trời, qua quá trình thuần hóa tự nhiên tạo thành giống vịt cỏ thích nghi với đời sống chăn thả. Do không có tác động chọn lọc, nên giống vịt này đang bị pha tạp nhiều. Vịt cỏ có tập tính theo đàn, di chuyển khá nhanh, tìm kiếm mồi giỏi, chịu đựng kham khổ, chống đỡ bệnh tật tốt, thuận lợi cho việc chăn thả trên đồng bãi. Chúng cũng là một trong những biểu tượng của làng quê Việt, nhất là một loài vật quen thuộc ở những vùng sông nước.

## Đặc điểm
Vịt có lông màu vàng, có con màu xanh, màu cà cuống có chấm đen, có con đen nhạt. Vì bị pha tạp nhiều nên có nhiều màu lông khác nhau. Vịt có đầu thanh, mắt sáng, lanh lợi, mỏ dẹt, khỏe và dài, mỏ thường có màu vàng, có con mỏ màu xanh cà cuống lấm chấm đen, có con màu tro. Cổ dài, mình thon nhỏ, ngực lép. Chân hơi dài so với thân, chân thường màu vàng, có con màu nâu, một số con màu đen (những con này toàn thân có màu da xám). Những con màu lông khác thì có da trắng hơi vàng. Dáng đi nhanh nhẹn, kiếm mồi giỏi, tỷ lệ nuôi sống cao.
Khối lượng mới nở 42 g/con. Lúc trưởng thành con trống nặng 1,6 kg, con mái nặng 1,5 kg/con. Vịt Cỏ có khối lượng thấp, tỉ lệ thân thịt khoảng 50%, tỉ lệ xương 15-16% ở vịt đã chéo cánh. Trọng lượng giết thịt lúc 75 ngày tuổi chỉ đạt 950 – 1100 gr/con. Trọng lượng vịt bỏ nội tạng đầu, chân chiếm 70% so với trọng lượng sống, trọng lượng thịt đùi là 15,2% và trọng lượng thịt ức là 8,8%. Con vịt cỏ nặng chỉ chừng 1,2 - 1,4 kg, thịt có thơm ngon
Thịt vịt cỏ (hay còn gọi là Vịt Tàu), thịt ít mỡ,khi chín thịt có màu hồng nhạt, thịt thơm và béo ăn với nước mắm gừng chua chua ngọt ngọt mang lại cảm giác ngon miệng, kích thích vị giác và ngon miệng. Vịt cỏ là món đặc sản, nhất là vịt cỏ Vân Đình, hiện nay dòng vịt Vân Đình đang đứng trước nguy cơ tuyệt chủng. Vịt Cỏ không có khả năng tích luỹ mỡ nhiều, khó béo nên Người ta không vỗ béo, ngoài ra, do vịt nhút nhát, hiếu động, thực quản mỏng khi nhồi béo dễ vỡ, vì thế không nhồi béo và vỗ béo vịt cỏ.

## Màu lông

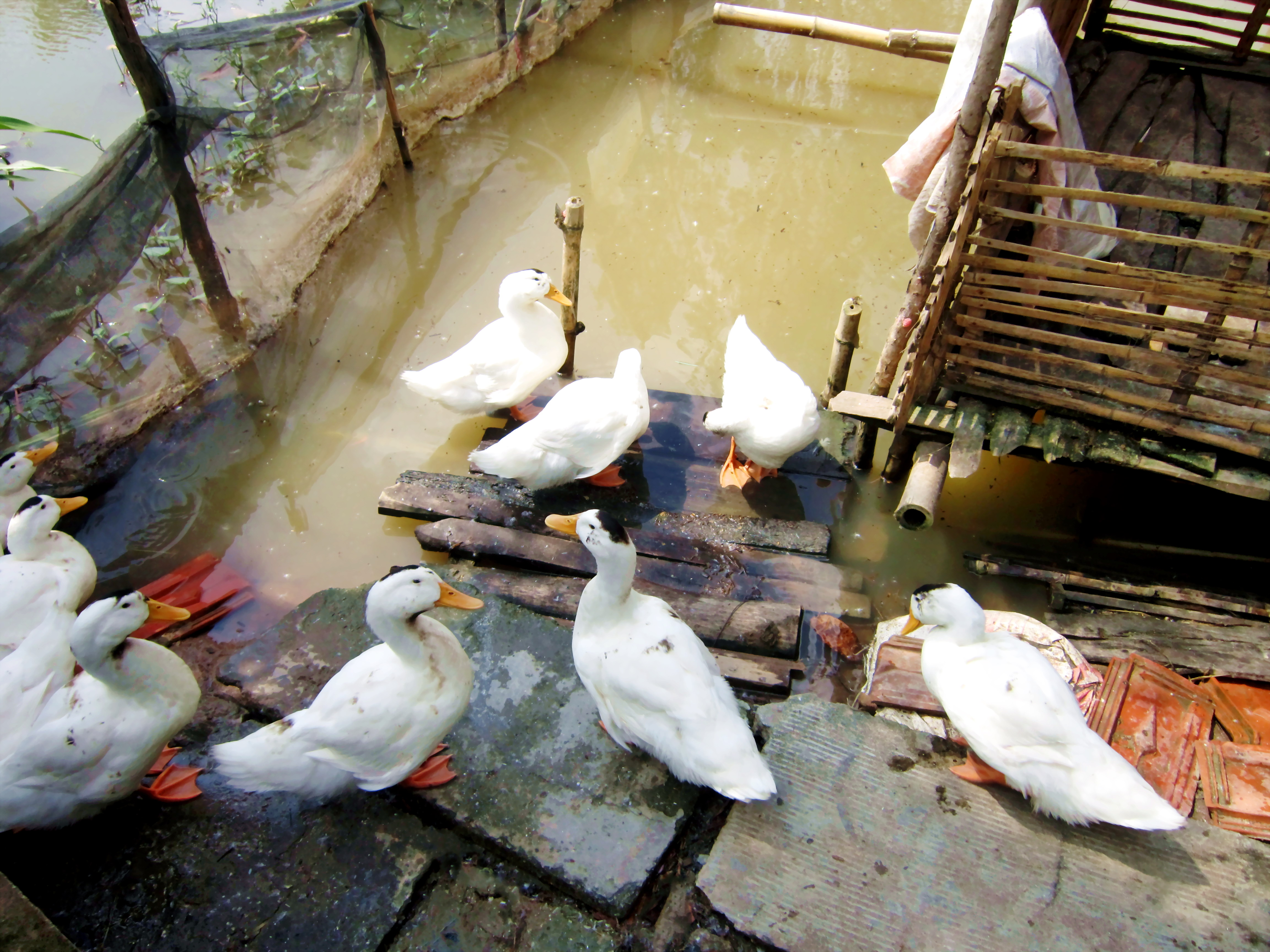
Một chuồng nuôi vịt ở Miền Nam

Vịt Cỏ có lông không thuần nhất, Một số lớn vịt có màu nâu xen lẫn màu nhạt gọi vịt "cà cuống". Một số lông màu trắng đục hoặc trắng pha đen, xám. 
Do màu lông không thuần nhất nên ở miền nam vịt Cỏ được người nuôi chia làm nhiều loại khác nhau: 
- Loại có màu lông trắng tuyền được gọi là vịt Tầu Cò (Cỏ) (miền Nam)
- Lông trắng pha màu đen hay xám gọi là vịt Tầu Nổ (hay vịt Huế)
- Vịt có lông xám có vằn như cà cuống gọi là vịt Tầu Rằn
- Lông xám có khoang trắng gọi là vịt Tầu (tàu) Phèn, màu đen (tàu ô), có loại màu lông đen khoang cổ trắng, ngực trắng (vịt tàu khoang)...

## Sinh sản

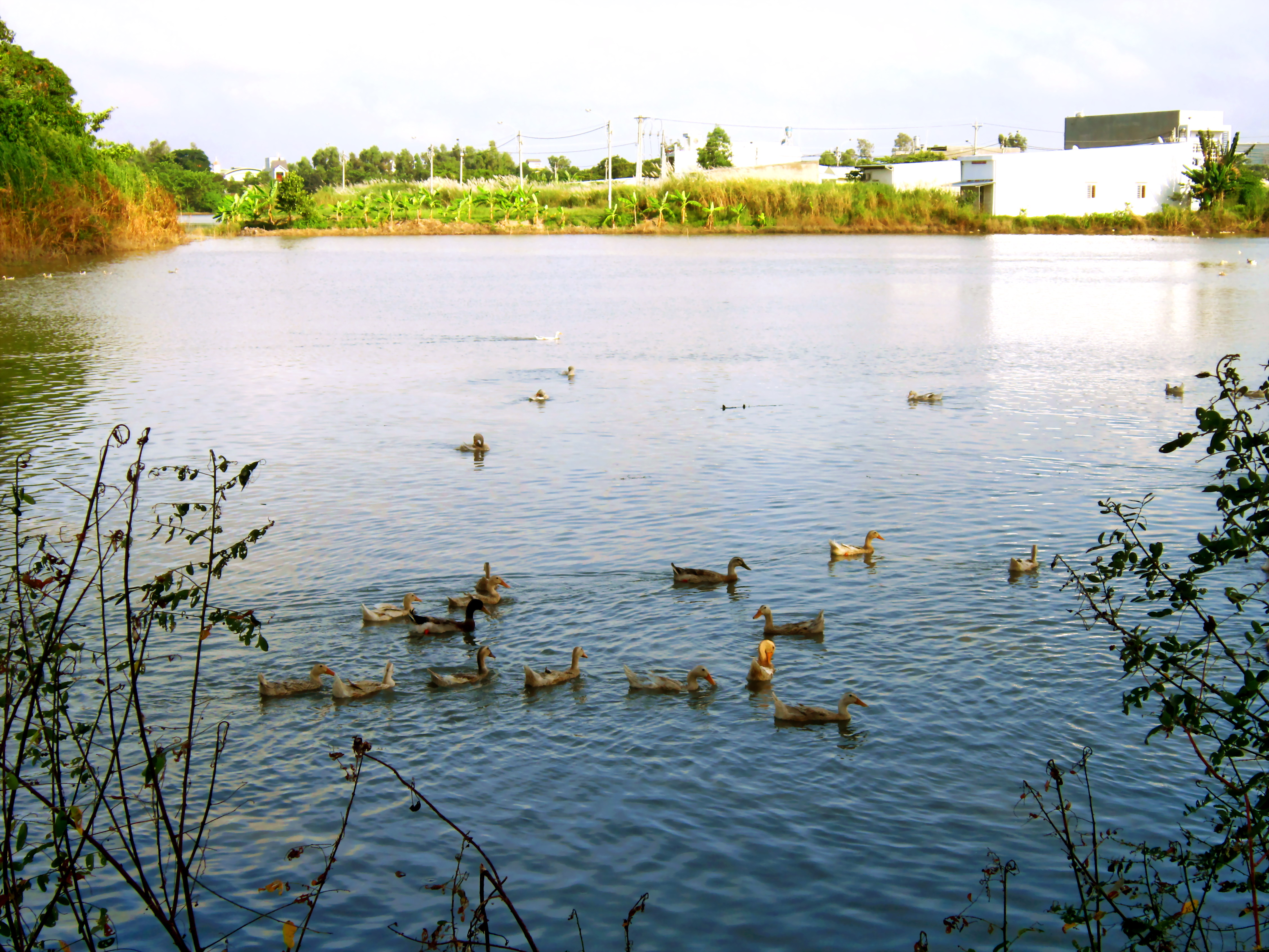

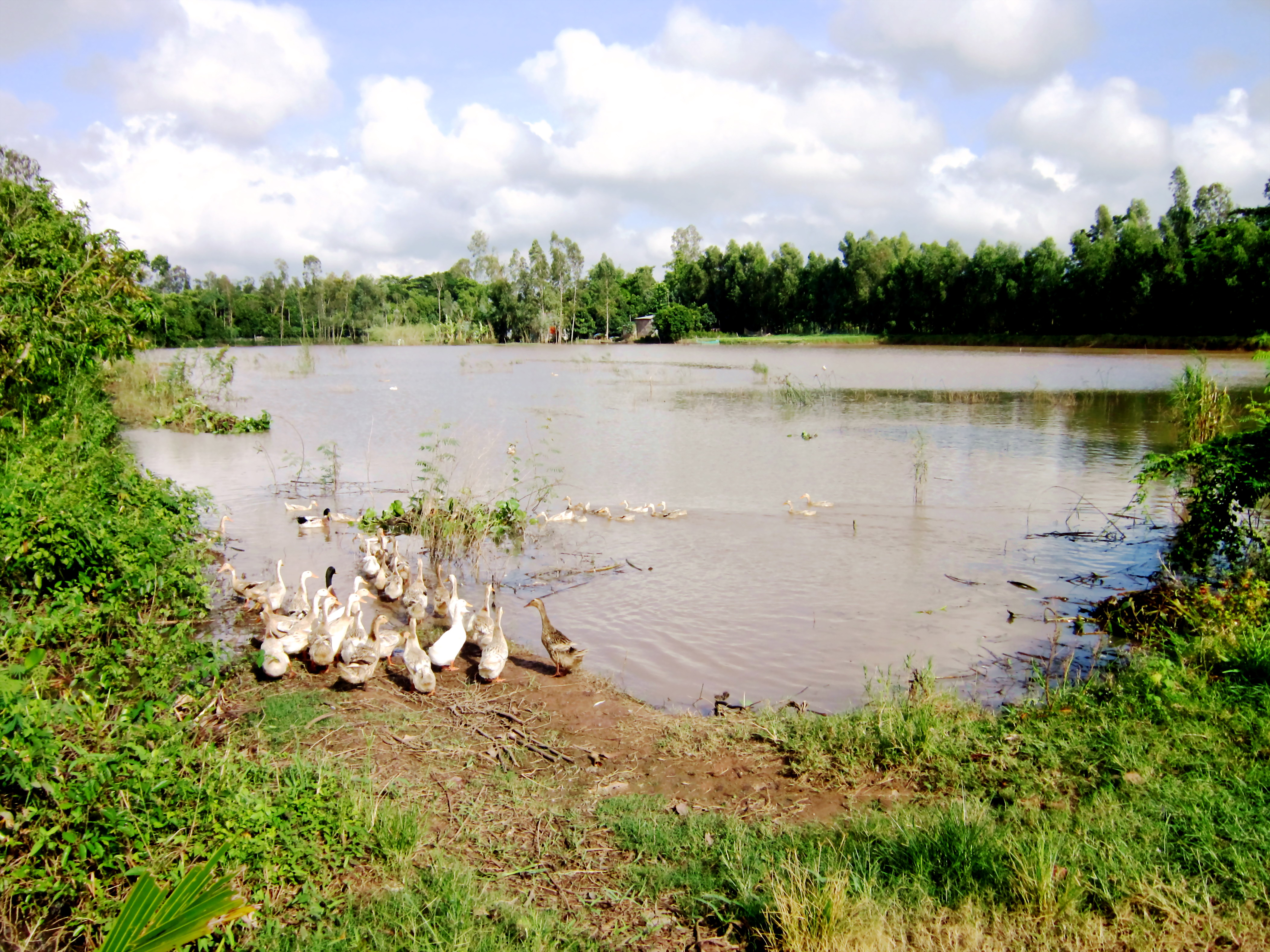

Mỗi năm có thể đẻ từ 150 - 250 quả, tuỳ theo điều kiện nuôi dưỡng. Khối lượng trứng 65 g/quả, 70-80 ngày tuổi có thể giết thịt. Vịt có tốc độ mọc lông nhanh, nuôi theo phương thức chăn thả thì 65 – 75 ngày tuổi đã mọc đủ lông. Trứng vịt Cỏ tương đối tốt, khối lượng trung bình 61,7 g, có vỏ màu trắng đục, đôi khi có màu xanh nhạt gọi là trứng "cà cuống"; vịt Cỏ đẻ từ 130 -160 trứng, ở những vùng có điều kiện đồng bãi tốt, vịt đẻ tới 170-190 quả/năm (8–12 kg trứng/năm). Vịt cỏ bắt đầu rớt hột lúc 135 – 140 ngày tuổi, thể trọng lúc bắt đầu để là 1,2 – 1,4 kg/con; Tuổi bắt đầu giao phối của vịt đực 125 – 130 ngày và thể trọng là 1,3 – 1,5 kg/con. Tỷ lệ trứng có phôi đạt 94,3%, tỷ lệ trứng nở / phôi đạt 81,2%.

## Phân bố
Vịt cỏ thích nghi với đời sống chăn thả hiện nay. Do con người không có tác động chọn lọc, nên giống vịt này đang bị pha tạp nhiều. Vịt cỏ phân bố phổ biến khắp mọi miền đất nước, chiếm 85% trong tổng đàn, tập trung nhiều ở các vùng lúa nước. Trong vòng 10 năm trở lại đây, vịt có xu hướng chủ yếu phân bố ở Đồng bằng Bắc Bộ và ven biển miền Trung, ở các tỉnh phía Nam có số lượng vịt giảm dần và được thay thế bằng vịt Anh Đào. Ở vùng sông nước miền Tây, người ta hay ấn tượng về các món ăn được chế biến từ con vịt thả đồng. Trong các món thì có hương thơm ngạt ngào của món vịt nấu chao. Người dân thường thả lang đàn vịt chạy khắp đồng, con nào con nấy say mồi mập ú. Gần như mọi nhà đều có nuôi đàn vịt, nhiều thì để bán trứng, bán thịt; ít thì để dùng trong các bữa tiệc, liên hoan.

## Giống lai
Trung tâm Nghiên cứu vịt Đại Xuyên đã cho ra vịt TC. Đây là con lai giữa vịt cỏ và vịt Triết Giang. Chúng có màu lông đồng nhất, màu cánh sẻ nhạt hơn vịt cỏ nhưng đậm hơn vịt Triết Giang. Tỷ lệ nuôi sống ở vịt TC cao. Tới 17-18 tuần nuôi thì chúng bắt đầu đẻ. Chúng là giống đẻ tốt: 280-290 quả/mái/năm. Năng suất khoảng 250 quả trứng/con/năm. Tỷ lệ trứng đủ tiêu chuẩn giống trên 95%. Tỷ lệ ấp nở từ 85-90%. Tỷ lệ vịt bố mẹ chết/loại thải/tháng khoảng 1-1.5%. Tiêu tốn thức ăn/10 quả trứng từ 1.5-1.7 kg. Trọng lượng vịt mẹ khi đẻ bói khoảng 1.7 kg, khi đẻ rộ khoảng 1.3-1.4 kg. Trọng lượng trứng: 70-75gr.
Người ta có thể nuôi vịt TC theo các phương thức chăn nuôi vị -ngan an toàn sinh học như: Nuôi nhốt hoàn toàn trong chuồng; nuôi nhốt trong chuồng nhưng có sân chơi hoặc nuôi nhốt trong chuồng nhưng có vườn cây hoặc có ao cá kề bên. Cũng có thể tiến hành nuôi chúng kết hợp với trồng lúa hoặc nuôi chạy đồng. Nuôi ở nhiều quy mô. nếu nuôi 1000 vịt siêu (hoặc TC) đến lúc đẻ bói sẽ tiêu tốn mất khoảng 160 triệu đồng tiền giống, thức ăn, thuốc thú y và tiếp theo để sản xuất ra 01 quả trứng mất khoảng 1.800-2.000đ/quả.